# Toonglasa umbrata
Toonglasa umbrata är en insektsart som först beskrevs av William Lucas Distant 1893.  Toonglasa umbrata ingår i släktet Toonglasa och familjen Blissidae. Inga underarter finns listade i Catalogue of Life.